# Pic de Bragg
El pic de Bragg és un pic pronunciat a la corba de Bragg que representa la pèrdua d'energia de la radiació ionitzant durant el seu viatge a través de la matèria. Per als protons, els raigs α i altres raigs iònics, el pic es produeix immediatament abans que les partícules es posin en repòs. Porta el nom de William Henry Bragg, que el va descobrir el 1903.

La dosi produïda per un feix de protons nadiu i modificat en travessar el teixit, en comparació amb l'absorció d'un feix de fotó o raigs X.

Quan una partícula de càrrega ràpida es mou a través de la matèria, ionitza els àtoms del material i diposita una dosi al llarg del seu recorregut. Un pic es produeix perquè la secció transversal d'interacció augmenta a mesura que disminueix l'energia de la partícula carregada. L'energia perduda per partícules carregades és inversament proporcional al quadrat de la seva velocitat, la qual cosa explica el pic que es produeix just abans que la partícula s'atura completament. A la figura superior, és el pic de partícules alfa de 5,49 MeV que es mouen per l'aire. A la figura inferior, és el pic estret de la corba del feix de protons "natiu" que és produït per un accelerador de partícules de 250 MeV. La figura també mostra l'absorció d'un feix de fotons energètics (raigs X) de naturalesa completament diferent; la corba és principalment exponencial.
Aquesta característica dels feixos de protons va ser recomanada per primera vegada per al seu ús en la teràpia del càncer per Robert R. Wilson en el seu article de 1946, Radioological Use of Fast Protons. Wilson va estudiar com es podia controlar la profunditat de penetració del feix de protons per l'energia dels protons. Aquest fenomen s'aprofita en la teràpia de partícules del càncer, específicament en la teràpia de protons, per concentrar l'efecte dels feixos d'ions de llum sobre el tumor que es tracta alhora que es minimitza l'efecte sobre el teixit sa circumdant.
La corba blava de la figura ("feix de protons modificat") mostra com s'amplia el feix de protons originalment monoenergètic amb el pic agut augmentant el rang d'energies, de manera que es pot tractar un volum tumoral més gran. L'altiplà creat mitjançant la modificació del feix de protons es coneix com el pic Bragg distribuït, o SOBP, que permet que el tractament s'ajusti no només a tumors més grans, sinó a formes 3D més específiques. Això es pot aconseguir mitjançant l'ús d'atenuadors de gruix variable com ara falques giratòries.